# Limitless (EP de NCT 127)
Limitless es el segundo EP de la boy band surcoreana NCT 127. Fue publicado digitalmente el 6 de enero de 2017 y físicamente el 9 de enero del mismo año por S.M. Entertainment.

## Antecedentes y lanzamiento
El 27 de diciembre de 2016, NCT 127 anunció el lanzamiento de su segundo miniálbum Limitless. Fueron introducidos Doyoung (quien debutó previamente en NCT U) y Johnny de SM Rookies como nuevos miembros de NCT 127. Los teaser del vídeo musical de cada miembro fueron publicados desde el 27 de diciembre de 2016 hasta el 3 de enero de 2017. Dos vídeos musicales del sencillo «Limitless» fueron lanzados el 6 de enero de 2016. El EP fue lanzado digitalmente el 7 de enero de 2017 y físicamente el 9 de enero.
La canción «Good Thing» fue publicada antes de la colaboración con W Korea y Esteem models. Solo Yuta, Taeyong, Jaehyun, Mark, y Winwin parcitiparon en el vídeo musical de NCT, lanzado el 5 de enero de 2016.

## Promoción
NCT 127 promocionó el EP en el programa musical M! Countdown el 5 de enero, cantando «Limitless» y el B-side «Good Thing».

## Lista de canciones
| N.º   | Título                                                                      | Letras                         | Música                                                                                     | Duración |  |
| 1.    | «Limitless»                                                                 | Kenzie                         | Kenzie, The Underdogs, Kevin Randolph, Patrick "J. Que" Smith, Brittany Burton, Andrew Hey | 4:07     |  |
| 2.    | «Good Thing»                                                                | JQ, Hwang Jiwon, Taeyong, Mark | Justin Gray, Steve Daly, DeCarlo                                                           | 3:40     |  |
| 3.    | «Back 2 U (AM 01:27)»                                                       | 1월 8일, Seo Minji, Taeyong    | The Stereotypes, August Rigo, Prism Filter                                                 | 3:55     |  |
| 4.    | «Heartbreaker»                                                              | Hwang Jiwon                    | Coach & Sendo, Jantine Annika Heij, Cimo Fränkel, Rik Annema                               | 3:14     |  |
| 5.    | «Baby Don't Like It» (canción por: Taeil, Taeyong, Doyoung, Mark y Haechan) | G.Soul, Taeyong, Mark          | Jamil "Digi" Chammas, Tay Jasper, Jonathan Perkins, MZMC, G.Soul, Taeyong, Mark            | 2:39     |  |
| 6.    | «Angel»                                                                     | Mr. Cho, Taeyong, Mark         | Mr. Cho                                                                                    | 4:09     |  |
| 21:58 |                                                                             |                                |                                                                                            |          |  |

## Posicionamiento en listas

### Listas semanales
| Lista (2017)                     | Posición |
| -------------------------------- | -------- |
| Corea del Sur (Gaon Album Chart) | 1        |
| US World Albums (Billboard)      | 1        |

## Historial de lanzamiento
| Región        | Fecha              | Formato          | Distribuidor                 |
| ------------- | ------------------ | ---------------- | ---------------------------- |
| Todo el mundo | 6 de enero de 2017 | Descarga digital | S.M. Entertainment           |
| Corea del Sur | 6 de enero de 2017 | Descarga digital | S.M. Entertainment           |
| Corea del Sur | 9 de enero de 2017 | CD               | S.M. Entertainment, KT Music |